# 클레옴브로토스 1세
클레옴브로토스 1세(고대 그리스어: Κλεόμβροτος, 라틴어: Cleombrotus I, ? - 기원전 371년, 재위 : 기원전 380년 – 기원전 371년)은 스파르타 아기아다이 왕조의 왕이다.

## 생애
클레옴브로토스 1세는 파우사니아스의 아들이며, 선대의 왕 아게시폴리스 1세의 동생으로 후대의 왕 아게시폴리스 2세와 그 또 다음 왕 클레오메네스 2세의 아버지이다. 아테네 원정 때의 실수를 책망하여 부왕 파우사니아스가 스파르타에서 망명했을 때 아게시폴리스 1세와 클레옴브로토스는 아직 어렸기 때문에 친척인 아리스토데모스의 후견을 받았다.
기원전 380년, 형의 죽음으로 스파르타의 왕으로 즉위했다. 클레옴브로토스는 테바이에 주둔한 스파르타 군이 테바이 인들에게 죽임을 당하자 스파르타와 펠로폰네소스 동맹 세력을 이끌고 기원전 379년에 테바이 원정을 떠났다. 클레옴브로토스는 키타이론 산을 통해서 진격하여, 적의 수비대 150명을 희생의 제물로 올린 후 우방인 플라타이아로 향했다. 이어 테스피아이를 통해 키노스케팔라이로 가서 10일 정도 머무르다 이후 테스피아이로 돌아왔다. 그리고 이곳에 용병을 고용하기 위한 군자금과 스포드리아스(Sphodrias)가 이끄는 동맹군의 3분 1을 남기고 귀국했다. 기원전 376년에 다시 클레옴브로토스는 테바이에 보내졌지만, 국경 부근의 키타이론에서 테바이, 아테네 연합군에 일찌감치 패해 철수했다.
기원전 371년, 클레옴브로토스는 보이오티아를 다시 침공했다. 그에 맞서기 위해, 테바이의 장군 에파메이논다스는 케피시스 호수 근처에 진을 세우고 클레옴브로토스를 기다렸지만, 포키스의 안브로소스로 진군한 클레옴브로토스는 에파메이논다스를 지나쳐, 카이레아스가 이끄는 테바이 군을 물리치고, 크레우시스를 점령하고 이곳의 테바이의 삼단노선 12척을 빼앗아 이어 레우크트라로 향했다. 레우크트라 전투에서 클레옴브로토스는 에파메이논다스가 이끄는 보이오티아 동맹군과 싸우다 패하여 죽음을 맞았다. 클레옴브로토스는 기원전 480년의 테르모필레 전투에서 전사한 레오니다스에 이어 두 번째로 전장에서 전사한 스파르타의 왕이 되었다. 이 패배로 인해 스파르타는 그리스의 패권을 잃었다.

## 참고자료
- 크세노폰, 헬레니카 (Hellenika)